# Новый Хушет
Но́вый Хуше́т (авар. ЦIияб Хушати, дарг. Сагаси Хушет, кум. Янгы Хушет, лак. ЦIусса Хушет, лезг. ЦIийи Хушет) — село в Республике Дагестан. Входит в состав городского округа Махачкала. Административно подчинён Ленинскому району города Махачкала.

## География
Село расположено у федеральной автотрассы «Кавказ», у южной окраины города Махачкалы. Граничит с Карабудахкентским районом на западе и городским округом Каспийск на юге.
На территории села расположена железнодорожная станция Тарки.

## История
Село под названием Пригородное, было образовано в начале 1940-х годов, на базе совхоза «Пригородный». 
В 1957 году в село были переселены переселенцы из села Хушет (заселено переселенцами из села Хушет Цумадинского района Дагестана, после высылки чеченцев в 1944 году) Веденского района восстановленной ЧИАССР. Впоследствии населённый пункт получил новое название — Новый Хушет.

## Население
| 1989 | 2002  | 2010    | 2021    |
| ---- | ----- | ------- | ------- |
| 3769 | ↗7390 | ↗11 371 | ↗14 180 |

Национальный состав
По данным Всероссийской переписи населения 2021 года:
| Народ      | Численность, чел. | Доля от всего населения, % | Доля от указавших нац-ть, % |
| ---------- | ----------------- | -------------------------- | --------------------------- |
| даргинцы   | 4387              | 30,94 %                    | 35,31 %                     |
| аварцы     | 2957              | 20,85 %                    | 23,80 %                     |
| кумыки     | 1396              | 9,84 %                     | 11,24 %                     |
| лезгины    | 1364              | 9,62 %                     | 10,98 %                     |
| лакцы      | 1043              | 7,36 %                     | 8,40 %                      |
| цахуры     | 335               | 2,36 %                     | 2,70 %                      |
| рутульцы   | 326               | 2,30 %                     | 2,62 %                      |
| табасараны | 259               | 1,83 %                     | 2,08 %                      |
| русские    | 160               | 1,13 %                     | 1,29 %                      |
| другие     | 196               | 1,38 %                     | 1,58 %                      |
| не указано | 1757              | 12,39 %                    | —                           |
| всего      | 14 180            | 100 %                      | 100 %                       |

## Памятники
- Памятник погибшим в Великой Отечественной войне (возле Новохушетского СДК)
- Памятник Имаму Шамилю (сквер имени Имама Шамиля)

## Галерея

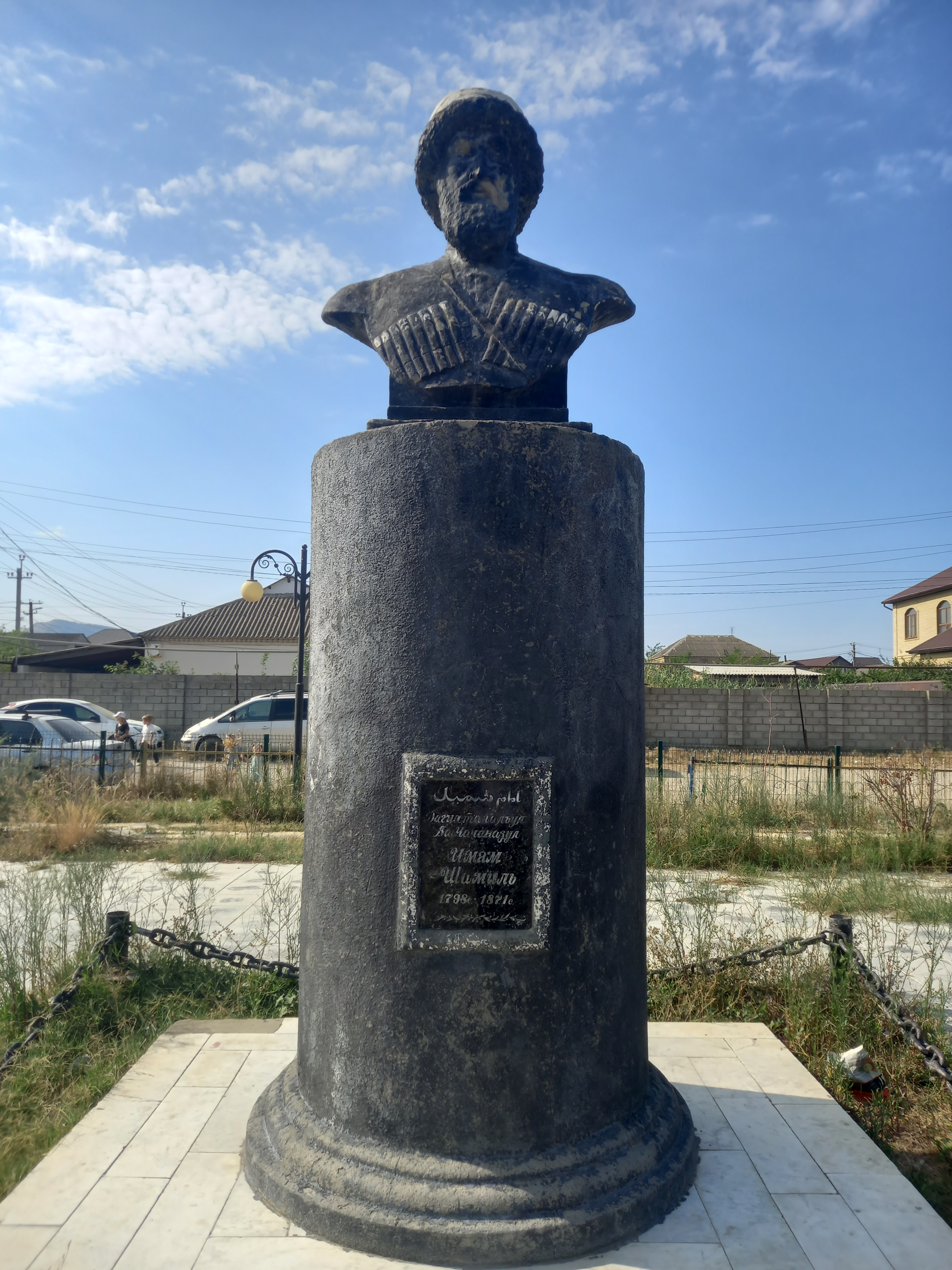
Памятник Имаму Шамилю
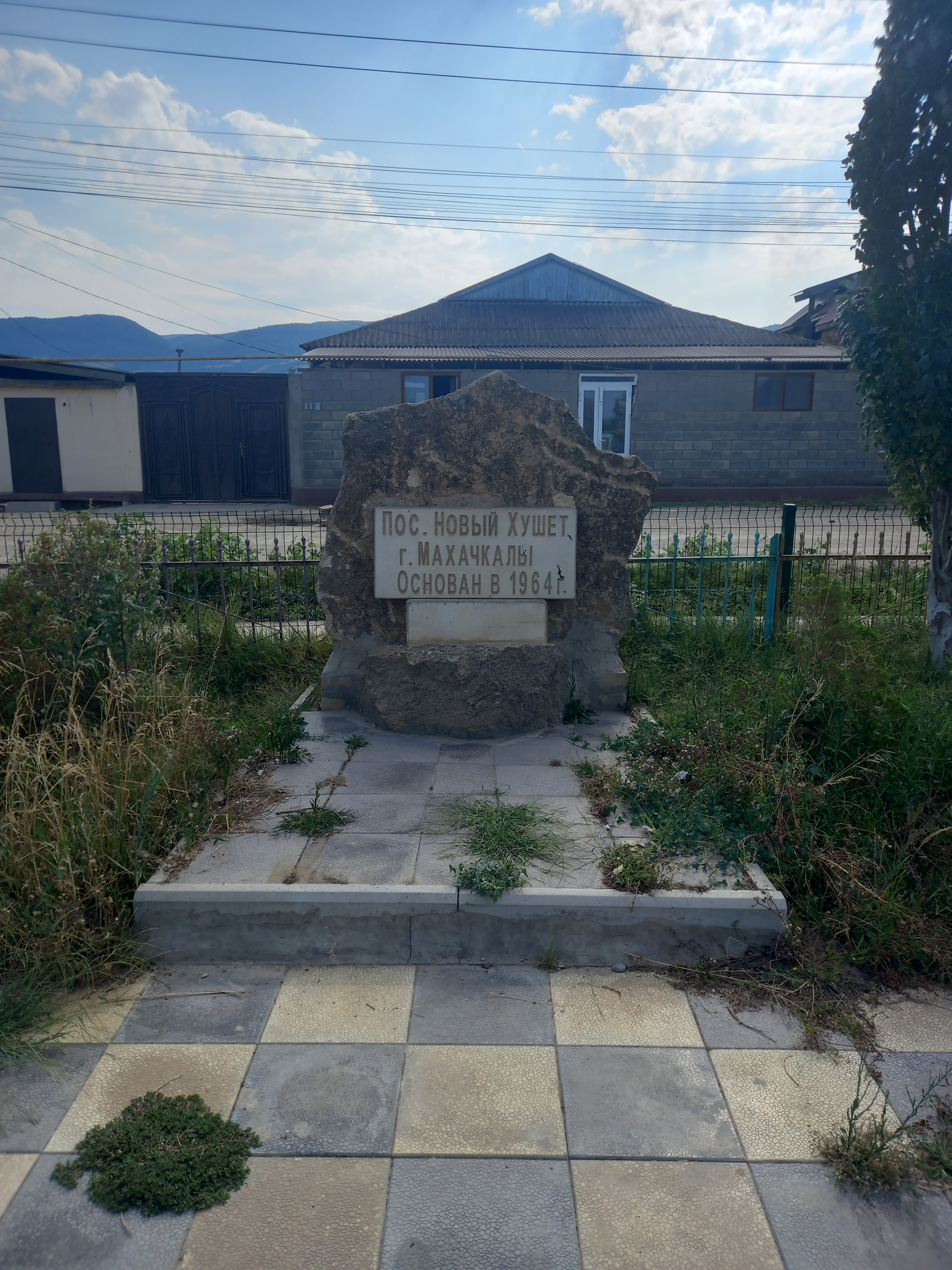
Памятник в селе Новый Хушет
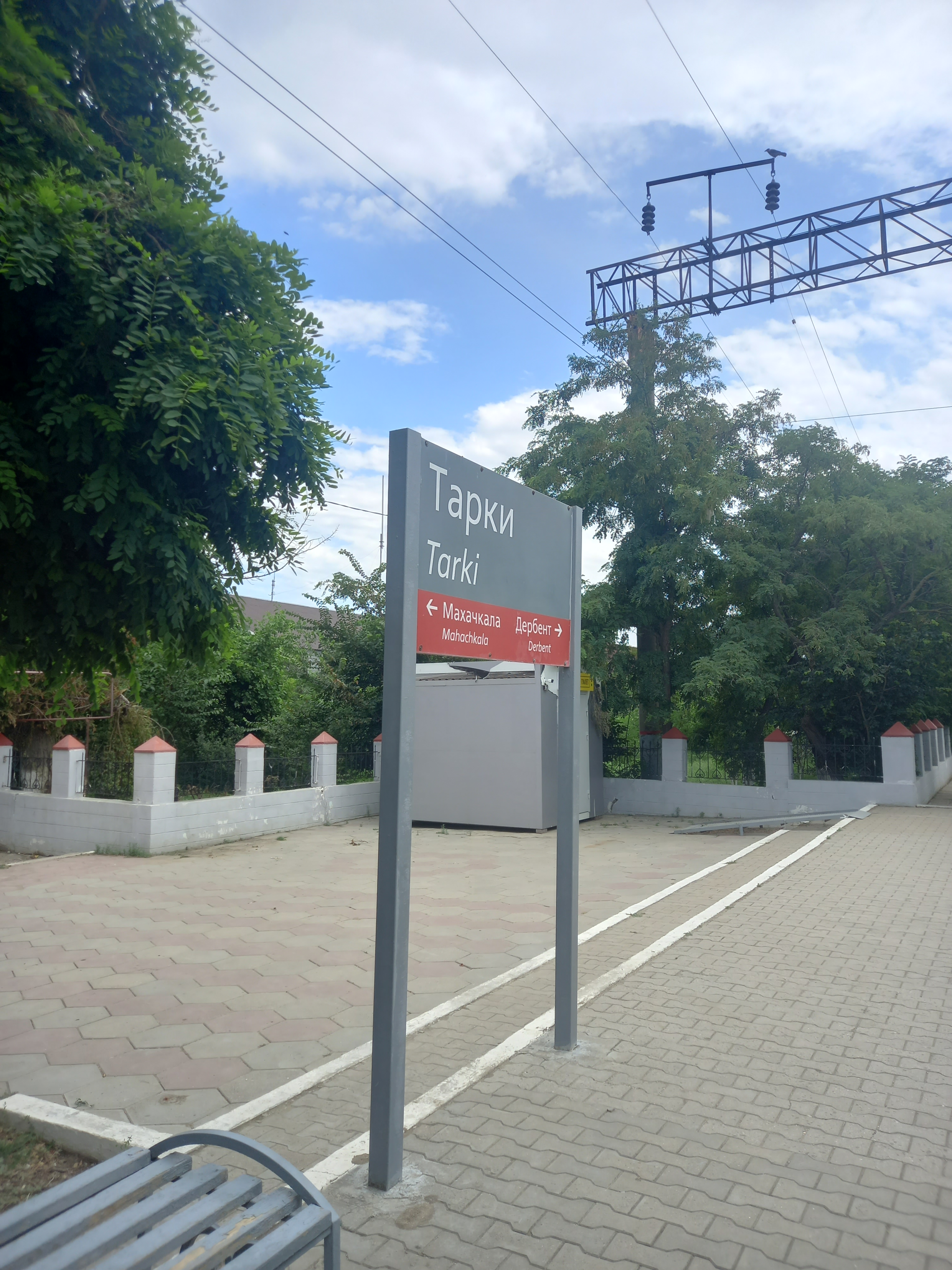
Станция Тарки в селе Новый Хушет
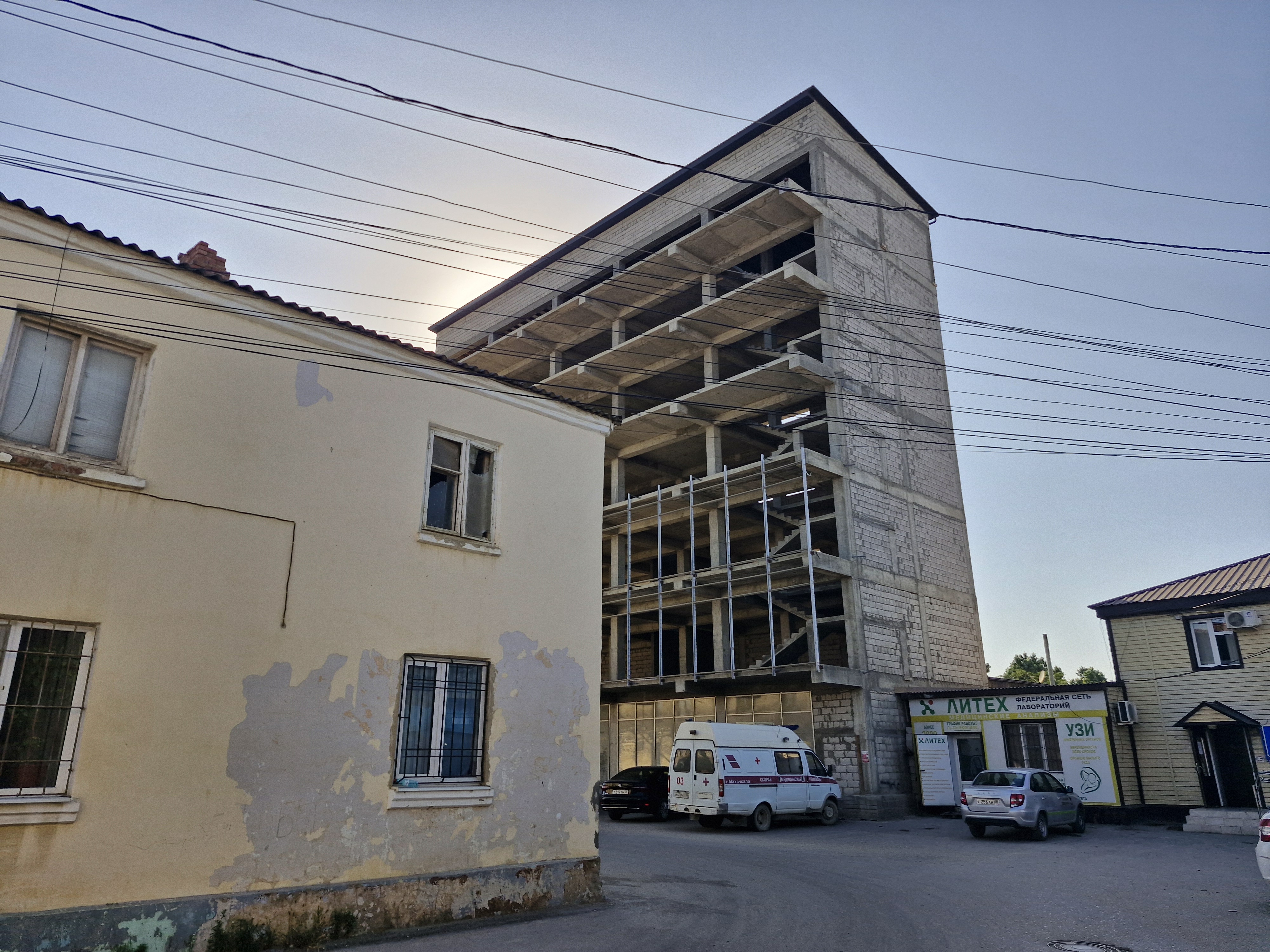
Здание администрации Нового Хушета
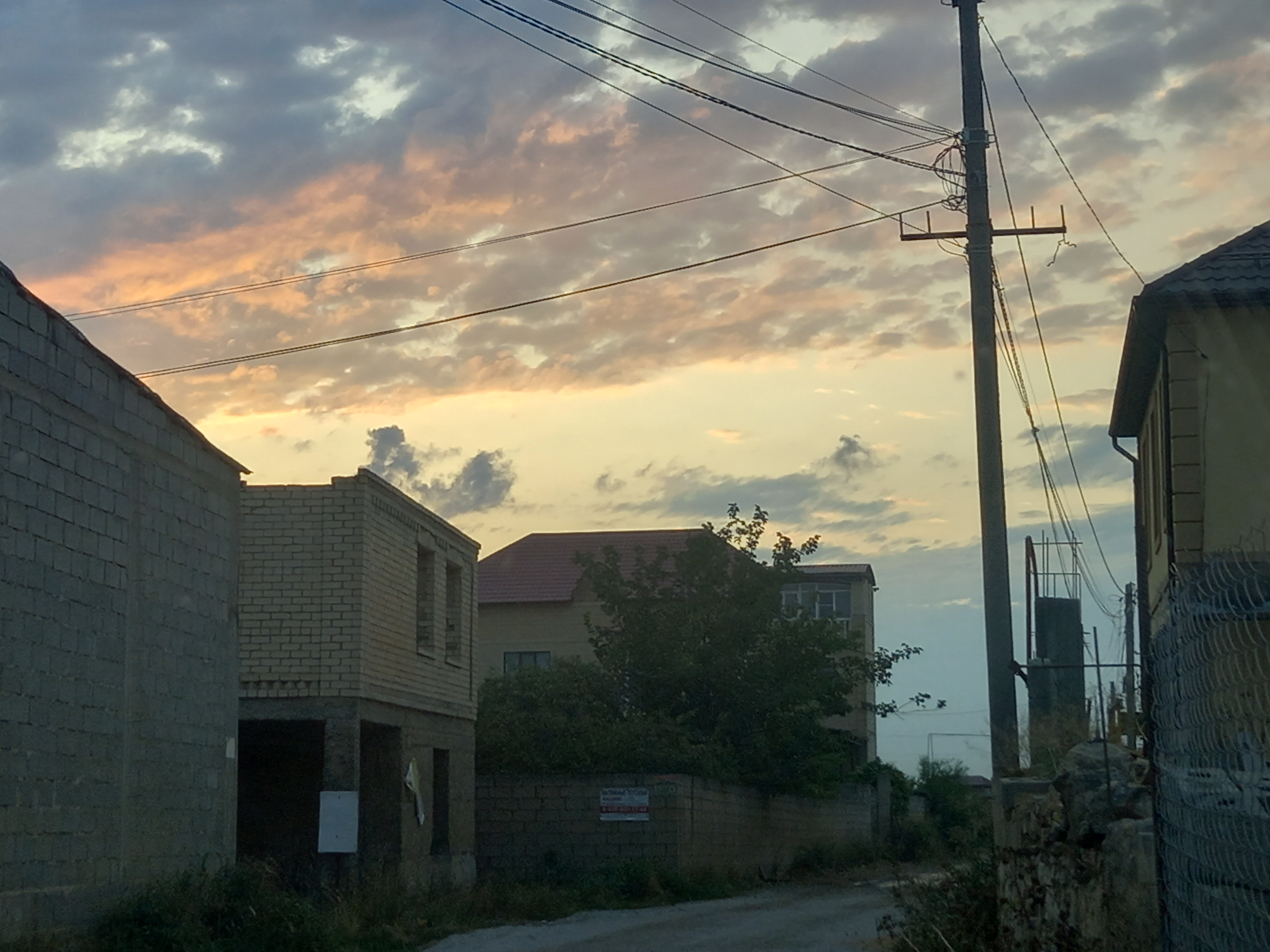
В селе Новый Хушет
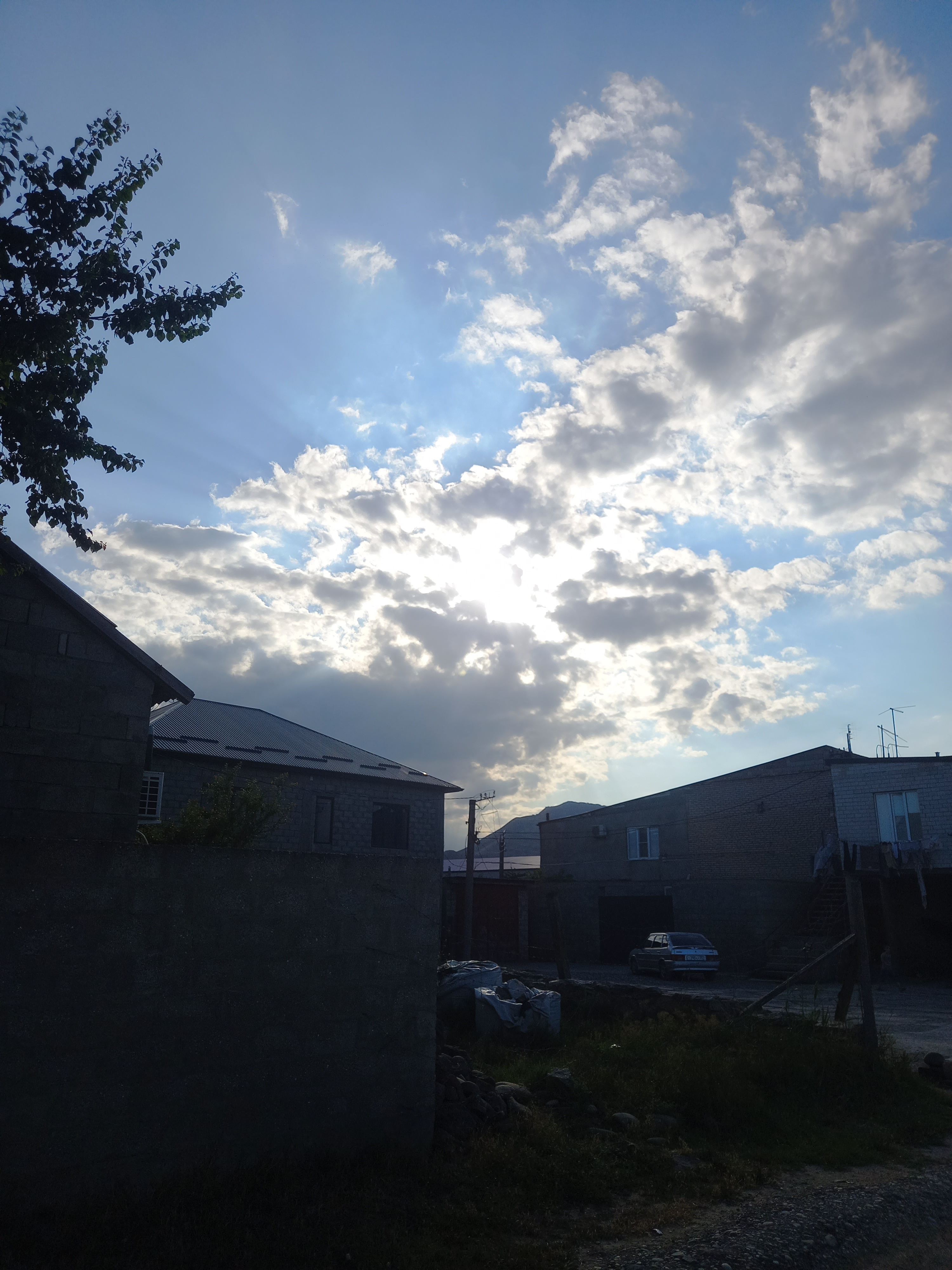
В селе Новый Хушет

## Известные уроженцы
- Махачев Ислам Рамазанович (1991) — российский боец смешанных боевых искусств.